# Atractus arangoi
Atractus arangoi – gatunek węża z rodziny połozowatych (Colubridae). Występuje w północno-zachodniej Ameryce Południowej – endemicznie w południowo-zachodniej Kolumbii i północno-wschodnim Ekwadorze.

## Systematyka
Gatunek ten opisał w 1940 roku brazylijski zoolog Alcides Prado na łamach „Memórias do Instituto Butantan” w oparciu o holotyp – dorosłą samicę z kolekcji muzeum w Bogocie, skatalogowaną pod numerem MLS 136. Jako miejsce typowe autor wskazał Kolumbię, nie podając dokładnej lokalizacji. W 1949 roku H. Daniel podał, że gatunek występuje w Puerto Asís w departamencie Putumayo. W 2013 roku Schargel i inni zsynonimizowali Atractus arangoi z Atractus major, ale w 2022 roku Arteaga i inni przywrócili mu status gatunku na podstawie badań morfologicznych i filogenetycznych. Autorzy ci wykazali też, że część uprzednich stwierdzeń A. major i A. torquatus dotyczyła w rzeczywistości A. arangoi.

## Występowanie
Przez wiele lat jedynym znanym miejscem występowania gatunku był las deszczowy w okolicach Puerto Asís w departamencie Putumayo w południowo-zachodniej Kolumbii. Badania Arteagi i innych z 2022 roku wykazały jednak, że zasięg występowania gatunku jest znacznie szerszy i obejmuje niziny i podnóża Andów w południowo-zachodniej Kolumbii i północno-wschodnim Ekwadorze. Potencjalny zakres wysokości, jakie ten wąż może zamieszkiwać, został szacowany przez tych autorów na 217–824 m n.p.m.

## Morfologia
Jest to średniej wielkości wąż o małej głowie, której szerokość jest podobna do szerokości szyi, i małych czerwonych oczach. Górne części ciała są jasnobrązowe z serią ciemnobrązowych przerywanych pasów. Gatunek ten bywa mylony z Atractus major.
Wymiary:
|                        | Samiec  | Samica  |
| Długość całkowita (mm) | 364     | 462     |
| Długość SVL (mm)       | 309     | 412     |
| Łuski brzuszne         | 154–163 | 160–161 |

## Status
W Czerwonej księdze gatunków zagrożonych IUCN Atractus arangoi jest klasyfikowany jako gatunek krytycznie zagrożony (CR, ang. Critically Endangered), jest to jednak ocena z 2013 roku (opublikowana w 2021), czyli z czasów, gdy wąż ten znany był tylko z jednej lokalizacji.